# Clan Elliot
Elliot ist der Name eines schottischen Clans aus den Scottish Borders. Im Mittelalter waren die Familien Elliot und Armstrong die umtriebigsten der großen Clans im schottischen Grenzland zu England und gehörten zu den sogenannten Border Reivers.

## Geschichte

### Namensherkunft
Es wird angenommen, dass der Name von der Ortschaft Elliot (heute: Abirlot; gälisch: Obar Eilid) in Angus stammt, obwohl auch die altenglische Form von Elwold in Schottland auftaucht. Über die frühe Geschichte des Clan Elliot ist wenig bekannt, da nur wenige Aufzeichnungen erhalten sind. Dies ist wahrscheinlich auf die Zerstörung des Castle Stobs 1712 zurückzuführen, das lange Zeit den Elliots gehörte. 
Nach der Legende kommt das Extra-„t“ in Elliott von der Bekehrung der Elliotts zum Christentum und soll ein Kreuz symbolisieren. Die unterschiedliche Schreibweise wird in diesem Reim verdeutlicht: 

The double L and single T
Descent from Minto and Wolflee,
The double T and single L
Mark the old race in Stobs that dwell.
The single L and single T
The Eliots of St Germains be,
But double T and double L,
Who they are nobody can tell.

Robert Bell dichtete in "The Book of Scots-Irish Family Names" hinzu: "For double L and double T, the Scots should look across the sea!"

## Wappen und Motto
Das Wappen besteht außen aus einem Ledergürtel mit Schnalle, auf dem das Motto "Fortiter Et Recte" ("Mit Stärke und Recht") steht und innen aus einer Faust, die ein Kurzschwert ("Winger") in die Höhe hält. Das alte Motto der Elliots lautete: "Soyez Sage" ("Sei weise").

## Schlösser
Der Sitz des Earl of Minto ist Minto House in Hawick. 1992 beschloss eine Ratsversammlung den Abbruch von Minto House. 

## Chief
Margaret Frances Boswell Eliott of Redheugh, 29. Chief of the Name and Arms of Eliott.

## Bekannte verbündete Clans
- Clan Armstrong